# Григорян, Александр Хоренович
Александр Хоренович Григорян (арм. Ալեքսանդր Խորենի Գրիգորյան; 1 июля 1951, Баку — 27 февраля 2007, Степанакерт) — журналист, политолог и государственный деятель непризнанной Нагорно-Карабахской Республики, начальник главного управления информации при президенте НКР (2001—2007).

## Биография
Родился 1 июля 1951 года в Баку, Азербайджанская ССР.
В 1974 году окончил Ереванский государственный институт иностранных языков.
В 1977—1986 годах работал в бакинской газете «Коммунист».
В 1980 году стал членом Союза журналистов СССР.
В 1980—1981 годах занимал должность заместителя редактора газеты «Советский Карабах».
В 1986—1992 годах работал в структурных подразделениях ТАСС в Азербайджане и Армении в качестве собственного корреспондента.
В 1993 был назначен на должность начальника отдела информации Государственного управления специальных программ Армении.
В 1995—1997 годах — пресс-секретарь президента НКР.
В 1997—2001 — эксперт по проблемам Кавказского региона Армянского центра стратегических и национальных исследований.
В феврале—марте 2000 года занимал должность начальника Государственного управления информации НКР.
С августа 2001 года до 2007 года возглавлял информационное управление при президенте НКР
Умер 27 февраля 2007 года в Степанакерте (Ханкенди), Нагорный Карабах.